# 限定詞
限定詞（げんていし、英: determiner, determinative）とは、名詞や名詞句を修飾する語の一種である。かかる物の性質を表す形容詞とは異なり、限定詞は文脈における名詞の役割を示す。
名詞や形容詞が性、数、格などに応じて変化する言語では、限定詞も同様に変化することが多い。例えばドイツ語の定冠詞には der/des/dem/den/die/das の6形があり、後に続く名詞の性・数・格によって変化する。これに対して英語の定冠詞は変化形を持たないことが特徴的である。
また限定詞は、強勢を持たない接語であることが多い。
多くの形容詞と異なり、限定詞は単独では用いられず、コピュラの補語となることもできない。英語、フランス語、ドイツ語などの西欧諸語の多くで、限定詞は形容詞など他の品詞と明確に区別される。
言語学では、限定詞こそがいわゆる名詞句の主要部であるという DP 仮説（DP hypothesis　DP: Determiner Phrase、限定詞句）が提唱され、現在では生成文法の主流となっている。
一般に、限定詞には以下の語が含まれる。以下、各節にて個別に解説する。
- 冠詞
- 指示限定詞
- 所有限定詞
- 疑問限定詞
- 否定限定詞
- 数量詞

## 冠詞
冠詞は典型的な限定詞であり、談話機能として定性と不定のどちらであるのかを、認知機能として可算名詞と不可算名詞のどちらであるのかを、示すものである。英語の the, a、フランス語の le, un、ドイツ語の der, ein などがそうである。
- the man, a woman (英語)
- l'homme, une femme (フランス語)
- der Mann, eine Frau (ドイツ語)

## 指示限定詞
指示限定詞は名詞を修飾する指示語であり、英語の this, that、フランス語の ce、ドイツ語の dieser, jener などがそうである。冠詞と同じく、指示限定詞は定を表す。性・数・格による変化のほとんどを失った英語にあっても、指示限定詞 this/these, that/those は数による変化を残している。
- those children (英語)
- ces enfants (フランス語)
- diese Kinder (ドイツ語)

## 所有限定詞
所有限定詞は所有を表す限定詞であり、英語の my, your、フランス語の mon, ton、ドイツ語の mein, dein などがそうである。冠詞と同じく、所有限定詞は定を表す。ドイツ語の文法用語では所有限定詞を不定冠詞類と呼ぶことがあるが、不定冠詞に似た格変化をすることに注目した呼び名であり、定性の上では定である。イタリア語で所有を表す mio などの語は、冠詞と共存できるので、形容詞と見なされる。
- my house (英語)
- ma maison (フランス語)
- mein Haus (ドイツ語)

## 疑問限定詞
疑問限定詞は疑問文で使われる限定詞であり、英語の which、フランス語の quel、ドイツ語の welcher などがそうである。日本語の「どの」、「どんな」に当たる。
- which book (英語)
- quel livre (フランス語)
- welches Buch (ドイツ語)

## 否定限定詞
否定限定詞は、名詞で示されるものが存在しないことを表す限定詞である。英語の no、フランス語の aucun、ドイツ語の kein などがそうである。日本語には対応する語句が無く、一対一で翻訳することはできないため、「～は無い」という構文で表される。
- no apple (英語)
- aucune pomme (フランス語)
- kein Apfel (ドイツ語)

## 数量詞
数量詞は数や量、あるいは数理論理学における量化（全称や存在）を示す限定詞であり、多くは不定を表す。数詞を含めることもあるが、数詞が限定詞かどうかは議論がある。例えば量化を示す英語の every, each、フランス語の chaque などは明らかに限定詞であり、他の限定詞と共存できないが、数詞である英語の two, three、フランス語の deux, trois などは不定冠詞以外の限定詞と共存できる。また英語では、hundred 以上の数詞は a hundred men のように必ず限定詞を伴い、限定詞が無い *hundred men は誤りである。

## 限定詞と代名詞
限定詞を持つ言語の多くで、一人称複数および二人称複数の人称代名詞を限定詞として使うことができる。例えば英語の we Americans や you Japanese などがそうであり、集団全体を示す。これを更に進めて、全ての代名詞は限定詞の一種であり、名詞句を持つか持たないかの違いであるとする説もある。これは、英語の this など、多くの言語で指示限定詞と指示代名詞とが同形であることを説明できる。この他、フランス語では定冠詞と三人称代名詞の対格形とが同形の le/la/les であり、またドイツ語では限定詞から代名詞を規則的に作れる。
以下に限定詞と代名詞を比較する。
|            | 英語         | 英語   | フランス語      | フランス語   |
| 限定詞     | 代名詞       | 限定詞 | 代名詞          |              |
| ---------- | ------------ | ------ | --------------- | ------------ |
| 一・二人称 | we Americans | we     | nous Français   | nous         |
| 三人称     | the book     | it     | le livre        | il           |
| 指示       | that book    | that   | ce livre        | ce           |
| 所有       | my book      | mine   | mon livre       | le mien      |
| 疑問       | which book   | which  | quel livre      | lequel       |
| 否定       | no book      | none   | aucun livre     | aucun        |
| 数量       | some books   | some   | quelques livres | quelques-uns |